# 勝野重吉

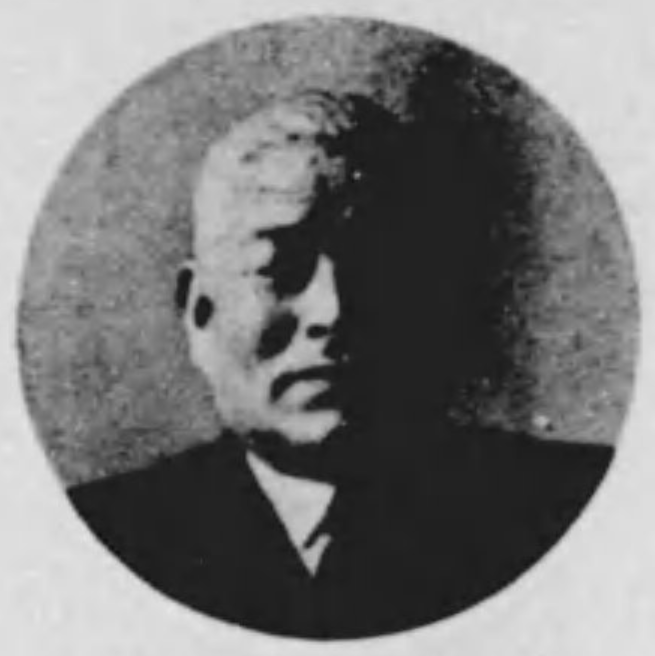
勝野 重吉

勝野 重吉（かつの しげよし、1876年〈明治9年〉4月 - 没年不明）は、大正から昭和時代前期の政治家。福岡県直方市長。

## 経歴
福岡県出身。1899年（明治32年）福岡県師範学校（福岡教育大学の母体のひとつ）を卒業する。1915年（大正4年）福岡県糸島郡視学に任じ、ついで同県嘉穂郡視学、福岡県属、同県遠賀郡長、地方事務官などを歴任する。
1927年（昭和2年）推挙され直方町長に就任し、1931年（昭和6年）2月5日、直方市長となり、1941年（昭和16年）まで3期務めた。